# Rollfarne
Die Rollfarne (Cryptogramma) sind eine Pflanzengattung in der Familie der Saumfarngewächse (Pteridaceae) innerhalb der Echten Farne (Polypodiopsida). Die neun bis zehn Arten sind hauptsächlich auf der Nordhalbkugel verbreitet.

## Beschreibung

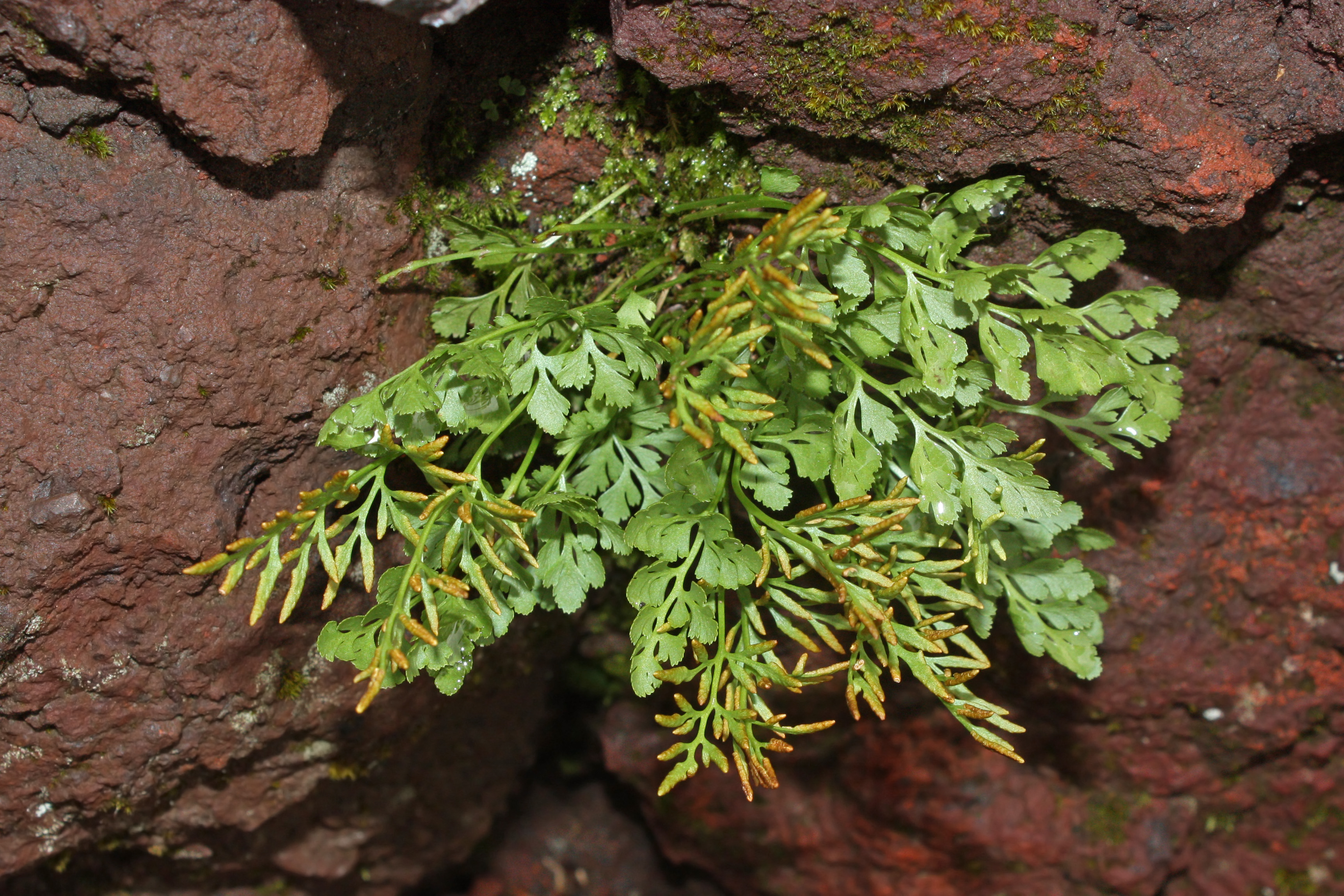
Amerikanischer Rollfarn (Cryptogramma acrostichoides)

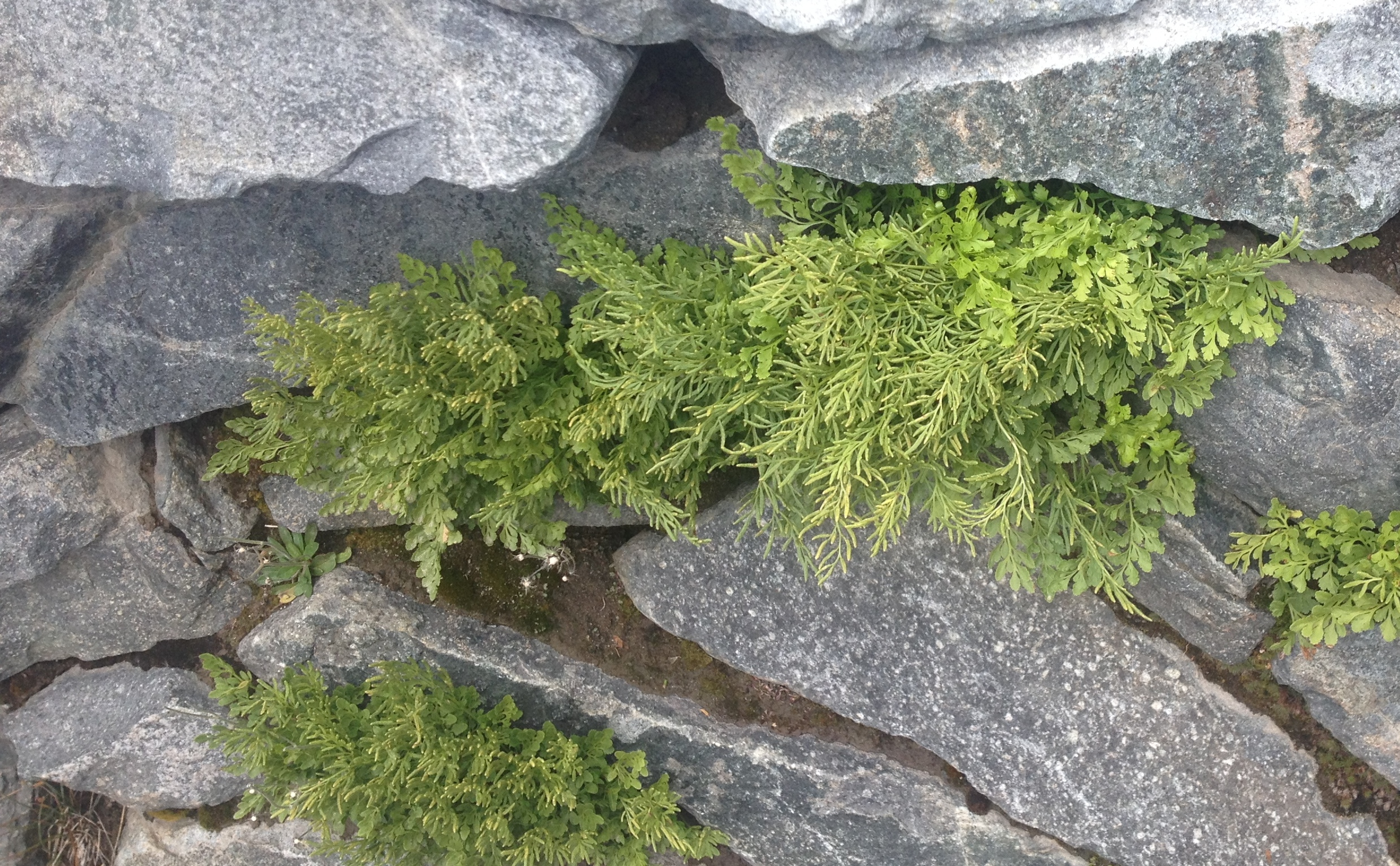
Cryptogramma cascadensis

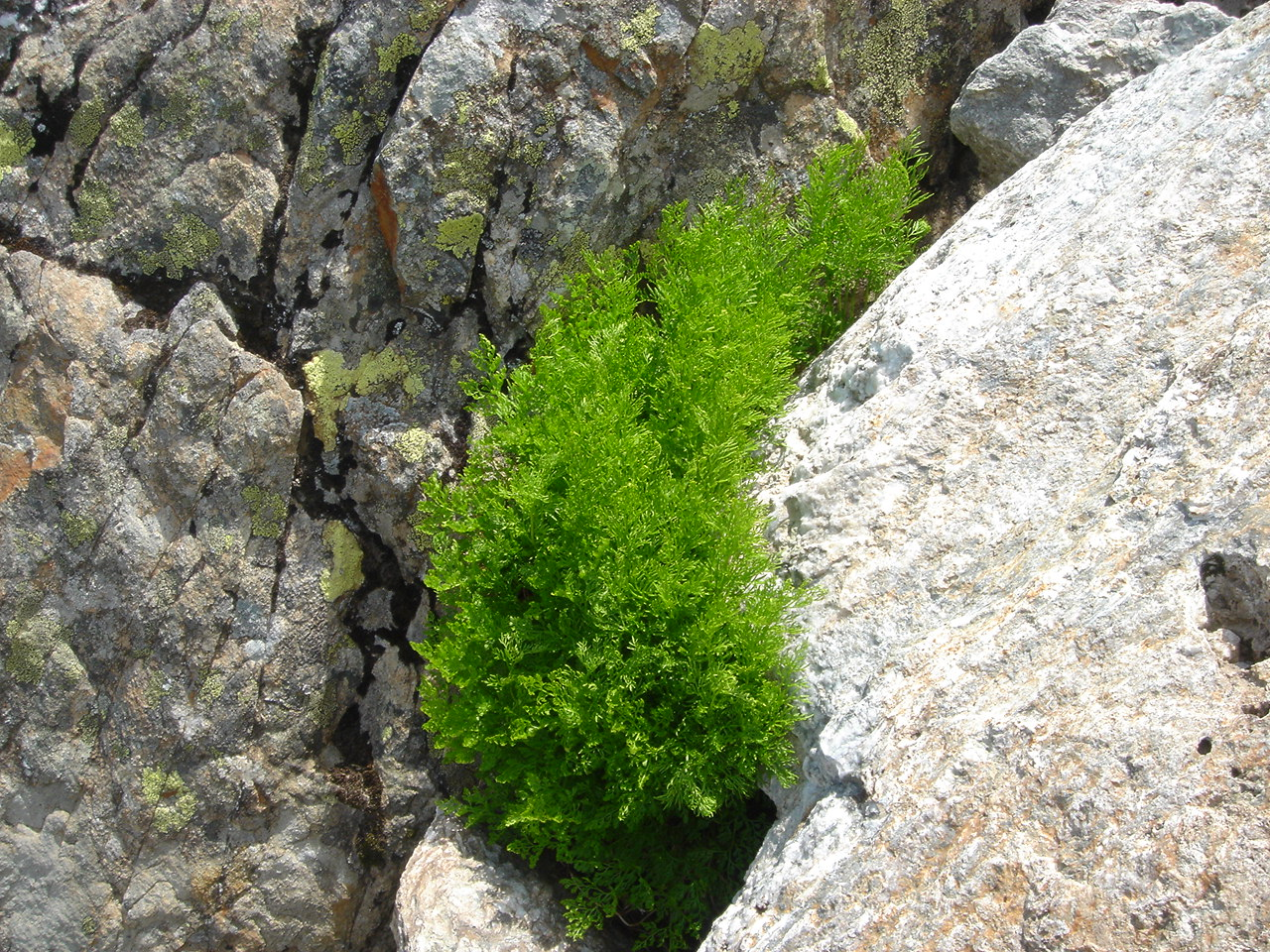
Krauser Rollfarn (Cryptogramma crispa)

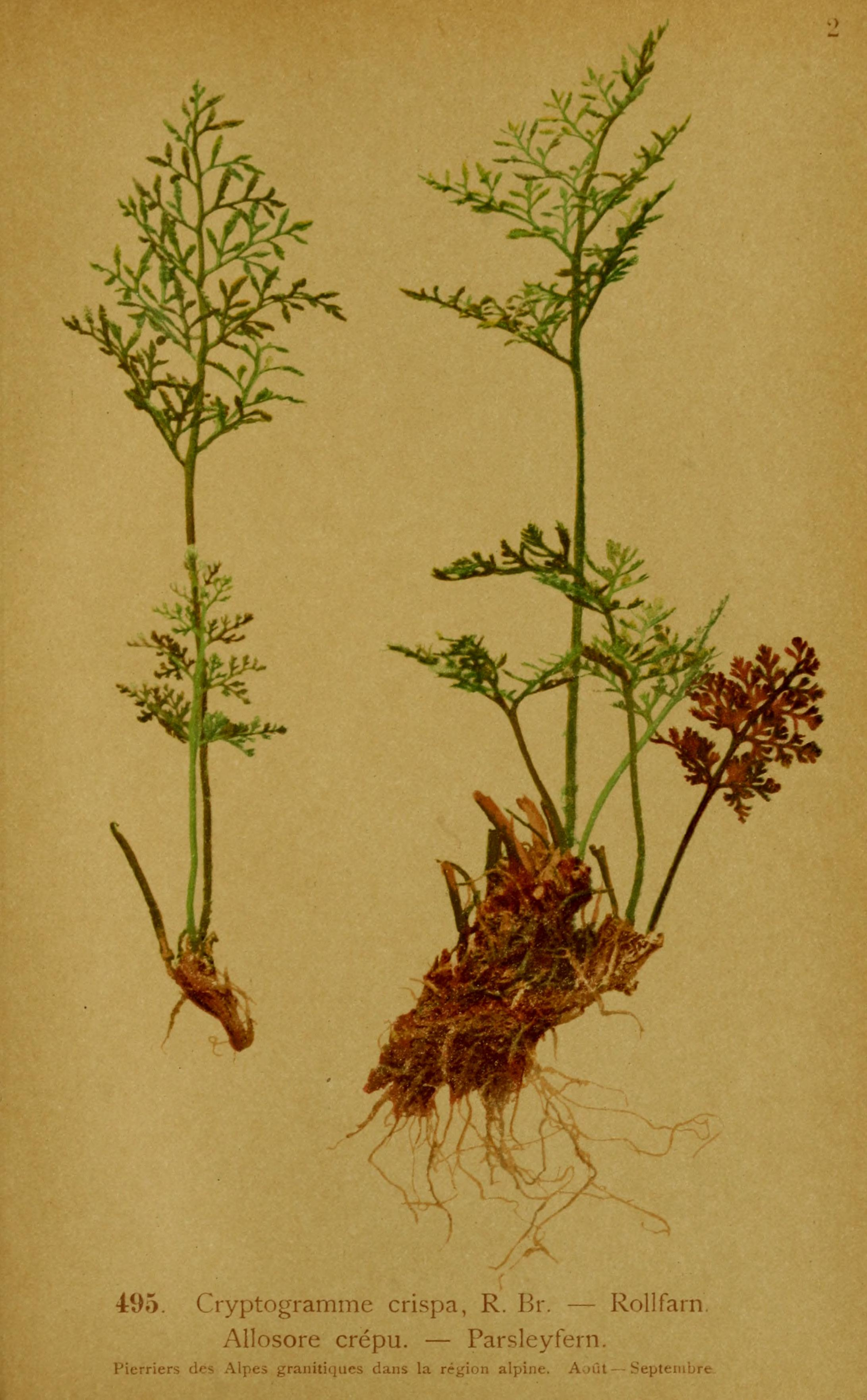
Illustration aus Atlas de la flora alpine, S. 189 des Krausen Rollfarn (Cryptogramma crispa)

Die Rollfarn-Arten sind ausdauernde krautige Pflanzen. Sie bilden kriechende Rhizome und röhren- oder netzartigem Leitbündelsysteme. Der Blattstiel hat ein einziges zylindrisches Leitbündel. Die Blätter sind auffallend verschieden, je nachdem, ob sie fertil oder steril sind.
Die Sori stehen submarginal, sie sind schleierlos und bilden später einen einzigen Sorus am Ende der Adern. Die Sporen sind tetraedrisch. Die Prothallien wachsen oberirdisch, haben Chlorophyll und sind und herzförmig bis nierenförmig.

## Systematik und Verbreitung
Die Gattung Cryptogramma wurde 1823 durch Robert Brown in John Franklin: Narrative of a journey to the shores of the polar sea, in the years 1819, 20, 21, and 22, Seite 767 aufgestellt.
Die Gattung Cryptogramma zur Unterfamilie Cryptogrammoideae in der Familie Pteridaceae. Am nächsten verwandt mit der Gattung Cryptogramma ist die Gattung Coniogramme Fée.
Die Gattung Cryptogramma ist auf der Nordhalbkugel in Eurasien und Nordamerika verbreitet. Auf der Südhalbkugel gibt es nur im südlichen Südamerika noch vereinzelte Vorkommen. In Europa gibt es nur zwei Arten: Krauser Rollfarn (Cryptogramma crispa) und Zierlicher Rollfarn (Cryptogramma stelleri).
Es gibt neun bis zehn Arten in der Gattung Cryptogramma R.Br.:
- Amerikanischer Rollfarn (Cryptogramma acrostichoides R.Br.): Er ist auf der Nordhalbkugel in Nordamerika und Asien (Kamtschatka) weitverbreitet. Es gibt Berichte aus dem mexikanische Baja California.[2]
- Cryptogramma bithynica S.Jess., L.Lehm. & Bujnoch: Er wurde 2012 im nordwestlichen Anatolien in der Türkei erstbeschrieben.[6]
- Cryptogramma brunoniana Wall. ex Hook. & Grev.: Er kommt in Ostasien und im westlichen Nordamerika vor.[1]
- Cryptogramma cascadensis E.R.Alverson: Er gedeiht in Höhenlagen von 900 bis 3500 Metern im westlichen Nordamerika von der kanadischen Provinz British Columbia über die US-Bundesstaaten Washington, Oregon, Idaho, Montana bis Kalifornien.[2]
- Krauser Rollfarn (Cryptogramma crispa (L.) R.Br. ex Hook., Syn.: Allosorus crispus (L.) Bernh.), mit dreifach gefiederten Blättern. Er kommt von Europa bis Westsibirien sowie im Iran und von Korea über Sachalin bis Japan vor.
- Cryptogramma fumariifolia (Phil.) Christ: Er kommt vom zentralen Chile bis zum südlichen Argentinien vor.
- Cryptogramma raddeana Fomin: Er kommt in Russland, im nordwestlichen Nepal, Tibet und in den chinesischen Provinzen westliches Hubei, Shaanxi, nordwestliches bis westliches Sichuan sowie nordwestliches Yunnan vor.[1]
- Cryptogramma sitchensis (Rupr.) T.Moore: Sie gedeiht in Nordamerika in Höhenlagen von 0 bis 1800 Metern von  Alaska bis ins subarktischen Kanada (Nordwest-Territorien sowie Yukon) und British Columbia[7][2]
- Zierlicher Rollfarn (Cryptogramma stelleri (S.G.Gmel.) Prantl): Die Blätter zweifach gefiedert. Er ist in Nordamerika weitverbreitet und erreicht von Ostasien aus über Russland gerade noch Europa.[7][8][1][2]